# Martins da Costa
Martins da Costa (João Martins da Costa) (Coimbra, 28 de Junho de 1921 — Viseu, 13 de Abril de 2005) foi um pintor português.
Cursou Pintura na Escola de Belas Artes do Porto (1939-1948), tendo-se diplomado com a classificação de 18 valores.
Durante o curso, foi discípulo de Dordio Gomes e de Joaquim Lopes. Participou na 8.ª Missão Estética de Férias (Santarém, 1944). Foi distinguido com a 2.ª medalha e uma bolsa de viagem José Malhoa, no Salão da Primavera da Sociedade Nacional de Belas Artes (1946). O prémio pecuniário permitiu-lhe fazer uma viagem de estudo a Espanha, durante a qual executou trabalhos que depois expôs no Porto. Obteve ainda uma bolsa do Centro de Estudos da Guiné (1947) para viajar pela ex-colónia e pintar temas locais, que exibiu em Bissau, no Porto e em Lisboa.
Nos anos 50 realizou viagens de estudo a Paris (1950) e a Itália (1952-1955). Fez esta última viagem na qualidade de bolseiro do governo italiano e do Instituto para a Alta Cultura. Frequentou as academias italianas de Belas Artes de Roma, Ravena e Florença, desenvolveu a técnica da pintura mural e produziu estudos de paisagem que, mais tarde, mostrou na Galeria António Carneiro (Porto, 1953).
Expôs individualmente no Porto, entre 1945 e 1953, e em Lisboa, de 1947 a 1953. Voltou a expor individualmente em Lisboa em 1960; em 1968 e 1969, na Galeria Alvarez e na Galeria Divulgação (Porto); mais tarde, na Biblioteca do Museu Municipal de Amarante e no Posto de Turismo de Amarante; e, em, 1970, novamente na Galeria Alvarez.
Participou com regularidade nas Exposições de Arte Moderna dos Artistas do Norte (iniciadas em 1945) e esteve representado nos Salões da Primavera da Sociedade Nacional de Belas-Artes (1946 e 1950).
Conquistou o prémio Armando de Basto (1946), o prémio António Carneiro (1947 e 1948) e o prémio Henrique Pousão (1950), nas Exposições de Arte Moderna do SNI, e expôs no I e II Salões dos Novíssimos, organizados pelo SNI no Porto (1959 e 1960).
Integrou a I Exposição de Artes Plásticas da Fundação Calouste Gulbenkian (1957) e a Exposição de Pintura Moderna. Algumas obras do Museu Nacional de Soares dos Reis (Amarante, 1958) e fez parte da representação portuguesa na I Bienal do Museu de Arte Moderna de S. Paulo (1951).
Nos anos 70, mostrou a sua arte em exposições coletivas, como, por exemplo, no Levantamento de Arte do século XX no Porto (Museu Nacional de Soares dos Reis, 1975).
Martins da Costa também trabalhou em cerâmica, tendo produzido uma decoração para o Palácio dos Desportos (Pavilhão Rosa Mota, jardins do Palácio de Cristal), premiada pela Câmara Municipal do Porto em 1956. Contudo, dedicou-se essencialmente à pintura mural, tendo realizado decorações para diversos locais e instituições na cidade do Porto: Palácio da Justiça, capela do Colégio Luso-francês, Escola Feminina da Constituição (hoje Escola Básica do 1.º ciclo com Jardim Infância da Constituição), Escola de Artes Decorativas Soares dos Reis (atual Escola de Hotelaria e Turismo do Porto) e para os cafés Garça Real e Embaixador, na baixa da cidade. Concebeu, ainda, decorações para a Embaixada de Portugal em Roma.
Passou os últimos anos da sua vida em Penacova e faleceu em 2005.
O Município de Penacova criou em homenagem ao artista, o prémio Martins da Costa.